# Суране
Суране (перс. سورانه) — село в Ірані, у дегестані Кара-Кагріз, у бахші Кара-Кагріз, шагрестані Шазанд остану Марказі. За даними перепису 2006 року, його населення становило 786 осіб, що проживали у складі 212 сімей.

## Клімат
Середня річна температура становить 11,88°C, середня максимальна – 29,86°C, а середня мінімальна – -8,89°C. Середня річна кількість опадів – 282 мм.
| Клімат поселення                              | Клімат поселення | Клімат поселення | Клімат поселення | Клімат поселення | Клімат поселення | Клімат поселення | Клімат поселення | Клімат поселення | Клімат поселення | Клімат поселення | Клімат поселення | Клімат поселення | Клімат поселення |
| Показник                                      | Січ.             | Лют.             | Бер.             | Квіт.            | Трав.            | Черв.            | Лип.             | Серп.            | Вер.             | Жовт.            | Лист.            | Груд.            |                  |
| Середній максимум, °C                         | 7,63             | 9,45             | 13,36            | 18,68            | 23,76            | 28,69            | 29,86            | 29,53            | 25,34            | 19,68            | 13,43            | 7,92             |                  |
| Середня температура, °C                       | −0,64            | 1,20             | 5,11             | 10,42            | 15,49            | 20,42            | 24,00            | 23,66            | 19,46            | 13,79            | 7,55             | 2,06             |                  |
| Середній мінімум, °C                          | −8,89            | −7,06            | −3,16            | 2,15             | 7,21             | 12,15            | 18,11            | 17,78            | 13,60            | 7,92             | 1,68             | −3,83            |                  |
| Норма опадів, мм                              | 43               | 40               | 51               | 36               | 28               | 4                | 1                | 1                | 0                | 8                | 28               | 42               |                  |
| Середньомісячна швидкість вітру, м/с          | 1.90             | 2.65             | 3.16             | 3.33             | 2.88             | 2.57             | 2.56             | 2.49             | 2.26             | 2.19             | 1.70             | 2.04             |                  |
| Середньомісячна сонячна радіація, кДж/м²·день | 9307             | 12506            | 15022            | 18363            | 22351            | 26835            | 25717            | 24139            | 21371            | 15844            | 11013            | 8960             |                  |
| --------------------------------------------- | ---------------- | ---------------- | ---------------- | ---------------- | ---------------- | ---------------- | ---------------- | ---------------- | ---------------- | ---------------- | ---------------- | ---------------- | ---------------- |
| Джерело:                                      |                  |                  |                  |                  |                  |                  |                  |                  |                  |                  |                  |                  |                  |